# Ājīvika
Ājīvika (anche Ajivika o Ajivaka o Ajivaika, "vivente" in sanscrito) fu un movimento filosofico e ascetico sorto nell'antica India durante il periodo Mahajanapada.
Contemporaneo ai primi buddisti e giainisti, anche se storicamente precedente, fu probabilmente costituito da un gruppo di asceti erranti, shramana o sannyasa, liberamente organizzati, con a capo Makkhali Gosala.
Le uniche informazioni di questo movimento, ora estinto, provengono in primo luogo da documenti storici giainisti e buddisti. Secondo queste fonti, gli Ājīvikas ritenevano che il ciclo delle reincarnazioni fosse determinato da un principio cosmico preciso e impersonale chiamato niyati, "destino", completamente indipendente dalle azioni della persona. È una posizione chiaramente fatalista, per cui essi non credevano né nel karma né nel libero arbitrio.
Studi più recenti suggeriscono che la dottrina Ājīvika sia stata mal interpretata dalle fonti buddiste e giainiste. Johannes Bronkhorst afferma: «... mentre i giainisti insegnano che attraverso la pratica ascetica si può sia fermare l'influsso di nuovo karma che liberarsi del vecchio, Gosala invece insegnava che si può solo fermare l'influsso di nuovo karma. La pratica ascetica può essere efficace nel prevenire ulteriore flusso karmico, il che contribuisce a spiegare il fatto, altrimenti inspiegabile, della pratica ascetica degli Ājīvika ...» La popolarità della dottrina Ājīvika nei tempi antichi fu tale da poter rivaleggiare sia con il Buddhismo che con il Giainismo, anche se questa dottrina non era poi così radicalmente diversa dal tali tradizioni.
Nella città di Barabar nel distretto di Jehanabad, nel Bihar, sono state individuate diverse grotte scavate nella roccia da seguaci di questa setta costruite durante l'Impero Maurya Ashoka (273-232 a.C.).

## Storia
Si conosce molto poco di concreto sugli Ājīvikas. Non hanno conservato direttamente storia e scritture delle loro opere, ma frammenti di dottrina Ājīvika sono stati conservati dai buddhisti e dai giainisti. Sono inoltre menzionati in diverse iscrizioni risalenti all'Impero Maurya. Di conseguenza non si sa fino a che punto le fonti disponibili riflettano effettivamente le loro pratiche e credenze. Poiché la maggior parte di ciò che si conosce della loro dottrina venne registrato nella letteratura di gruppi considerati rivali, è plausibile che siano state introdotte nei commentari sia critiche che distorsioni accidentali o intenzionali. Anche il nome Ājīvika potrebbe essere stato utilizzato da asceti estranei alla loro tradizione.
Alcune fonti considerano Makkhali Gosala (484 a.C.) come il fondatore della fede Ājīvika, mentre altre affermano che fosse il leader di una grande congregazione Ājīvika, ma non il fondatore. Si suppone che Gosala sia stato amico di Mahavira, il 24º Tirthankara del Giainismo. Il Sutra Jain Bhagavati descrive come Gosala fosse stato per sei anni un discepolo di Mahavira, dopo di che i due si separarono. Anche Purana Kassapa fu un altro leader degli Ājīvikas.
Il padre dell'imperatore Ashoka, Bindusara, era un credente di questa filosofia che raggiunse il suo picco di popolarità durante il regno Asoka, per poi essere dimenticata. Probabilmente la dottrina Ājīvika si è spinta fino al XIV secolo, ma non è chiara la qualità spirituale con cui la tradizione sia sopravvissuta. Diverse iscrizioni ritrovate nel sud dell'India fanno riferimento agli Ājīvikas al più tardi nel XIII secolo, ma a questo punto della storia il termine Ājīvika potrebbe essere stato usato per riferirsi ad asceti di altre tradizioni.
È interessante notare che il precettore della madre di Asoka, la regina Bindusara, fu l'Ājīvika Subhadrângî.

## Biografia
Il padre e la madre di Gosala erano chiamati rispettivamente Maŋkhali e Bhaddā. Mentre Bhaddā era incinta, lei e suo marito Mankhali il mankha giunsero al villaggio di Saravana, dove viveva un ricco capofamiglia Gobahula. Mankhali lasciò la moglie e il suo bagaglio nella stalla di Gobahula. Dal momento che non riuscivano a trovare riparo altrove, la coppia continuò a vivere in un angolo della stalla, e fu lì che Bhaddā diede alla luce il suo bambino. Makkhali Gosala inizialmente era uno schiavo. Il suo padrone lo perseguitava e un giorno mentre lo rincorreva lo raggiunse trattendolo dal bordo della sua veste, ma Gosala riuscì a fuggire completamente nudo.
Makkhali Gosala fu associato alla pianta di sesamo: "Un giorno era temporaneamente morto, ma venne rianimato grazie all'utilizzo di sette baccelli di sesamo".
Makkhali Gosala parlò " ... di una società di mercanti che trovò un formicaio di grandi dimensioni, che dalla base si dipartiva in quattro cumuli. Quando distrussero il secondo trovarono dell'oro".
"Un finto Gosala aveva dichiarato che il vero Gosala era morto, e che l'anima che risiedeva nel finto Gosala era quella di Udai Kuṇḍiyāyaṇīya, così l'anima del vero Gosala, resuscitando, riprese la sua dimora nel corpo di Gosala morto.

## Credenze e pratiche
Così come la storia del movimento Ājīvika, anche le pratiche e le credenze degli Ājīvika sono difficili da ricostruire, perché sono state registrate solo da fonti esterne, spesso ostili. È probabile che siano stati esponenti di una filosofia del determinismo assoluto, in cui le azioni e le scelte non sono in grado di superare le forze del destino. I seguaci Ājīvika seguivano un rigoroso regime di ascetismo, simile per molti versi alle pratiche intraprese dai Giainisti: digiuno estremo, indifferenza per il disagio fisico e vivere esposti alle intemperie. Makkhala Gosala venne spesso ricordato per aver vissuto privo di vestiti, esattamente come altri seguaci. Non è chiaro se tutti gli Ājīvikas vivessero nudi e vagabondi, o se questa fosse una pratica applicata da seguaci estremamente devoti. Si erano anche dichiarati con forza contro il sistema delle caste e, proprio come le loro controparti Giainiste e Buddiste, sono stati principalmente atei. Si crede che i leader Ājīvika a volte ponessero fine alla loro vita volontariamente, o per digiuno, o quando ritenevano che l'efficienza dei loro corpi o delle loro menti iniziasse a diminuire o, nel caso di Purana Kassapa, per annegamento.

### Gli Ājīvikas ed il teismo
Sebbene la maggior parte degli Ājīvikas fosse ateo, vi furono personaggi di rilievo che erano credenti. Ad esempio, Chanakya fu un devoto di Visnù. Solo Shiva e Vishnu tuttavia sembrano essere le uniche divinità adorate da alcuni Ājīvikas. Bhattotpala, nel 950 d.C., li ha identificati con gli Ekandandins. Scrive inoltre che erano devoti a Nārāyaṇa (Vishnu), anche se Shilanka parlando in un altro Ekandandins, li identifica come Shaiva. Lo studioso Charpentier ritiene che prima di Gosala gli Ājīvikas adorassero Shiva.
Chanakya scrisse nel Chanakya Niti: "... inchinarsi umilmente davanti al Signore onnipotente Sri Vishnu, il Signore dei tre mondi, e recitare le massime della scienza e dell'etica politica selezionate tra i vari Satras (Scritture)"

### La particolare Teologia degli Ājīvikas
Si ritiene che due divinità, Okkali e Ōkali, siano considerate responsabili della diffusione tra gli uomini del testo intitolato I Nove Raggi Anche il testo Tamil Nīlakēci cita le stesse divinità: Okkali e Ōkali che, secondo la mitologia dravidica degli Ājīvikas, si dice abbiano istruito gli uomini alle Sacre Scritture.

### Metafisica
Ecco alcune citazioni dalla Metafisica Ājīvikas:
" ... Se tutti gli avvenimenti futuri sono rigidamente determinati ..., gli eventi a venire potrebbero essere, in un certo senso, già esistenti. Il futuro esiste nel presente, ed entrambi esistono nel passato. Il tempo è quindi in ultima analisi illusorio ... ". " ... Non solo tutte le cose sono determinate, ma il loro cambiamento e il loro sviluppo sono un'illusione cosmica ... ". " ... La vita (jīva) non può essere tagliata o divisa, la vita è formata da otto parti ... ".

### Scritture
Si ritiene che gli Ājīvika avessero posseduto una collezione di scritture, in base a una serie di riferimenti presenti in una raccolta di fonti Giainiste. Di queste, solo alcune parti sono probabilmente sopravvissute come versi sparsi in testi Buddisti e Giainisti, fonti che effettivamente sembrano rappresentare citazioni tratte da Scritture Ājīvika Si ritiene che le Scritture Ājīvika siano note per non essere mai state messe per iscritto, e i loro contenuti sono sconosciuti solo in queste citazioni frammentarie e in alcuni aneddoti ricavati da elenchi di titoli registrati in fonti non-Ājīvika.
Un elenco raccolto da un commentatore Giainista individua otto collezioni principali di testi:
- Divyam (sulle divinità e sul divino)
- Autpātam (sui presagi)
- Bhaumam (della terra)
- Āngam (sul corpo)
- Svāram (sul suono)
- Lākşanam (sulle qualità)
- Vyāñjanam (sulle indicazioni)[23]

Una lista alternativa introduce tra le collezioni anche i Suvine (sui sogni), al posto del Divyam (sulle divinità), e indica che tutte questa collezione sia stata utilizzata per predire il futuro, un'attività in cui i mendicanti Ājīvika sono molto ferrati.
Oltre a questi otto scritture, venivano considerate altre due collezioni chiamate Magga-s. Si dice che sia stato Abhayadeva a introdurle e si riferiscono ai canti (gita) e la danza (nṛtya).
Insegnanti Ājīvika nel Nīlakēci danno ulteriormente il nome di una scrittura definita come I nove raggi che descrivono la struttura atomica dell'universo, scrittura considerata come una dei quattro punti fondamentali della fede Ājīvika ".